# 苏珊·拉普
苏珊·拉普（英語：Susan Rapp，1965年7月5日—），美国女子游泳运动员。她曾代表美国参加1984年和1988年夏季奥林匹克运动会游泳比赛，其中1984年奥运会获得一枚金牌和一枚银牌。